# Округ Џексон (Орегон)
Округ Џексон (енгл. Jackson County) је округ у америчкој савезној држави Орегон.

## Демографија
По попису из 2010. године број становника је 203.206, што је 21.937 (12,1%) становника више него 2000. године.
| Група             | 2000.           | 2010.           |
| Белци             | 160.795 (88,7%) | 170.023 (83,7%) |
| Афроамериканци    | 724 (0,4%)      | 1.372 (0,7%)    |
| Азијати           | 1.631 (0,9%)    | 2.364 (1,2%)    |
| Хиспаноамериканци | 12.126 (6,7%)   | 21.745 (10,7%)  |
| Укупно            | 181.269         | 203.206         |